# Luchthaven Preguiça
Luchthaven Preguiça (Portugees: Aeroporto do Preguiça) (IATA: SNE, ICAO: GVSN) is een luchthaven in Kaapverdië gelegen op het eiland São Nicolau, 3 kilometer ten zuiden van de hoofdstad van het eiland: Ribeira Brava.
De luchthaven werd in gebruik genomen in iets na het midden van de twintigste eeuw.